# Kyōsuke Himuro
Kyōsuke Himuro (jap. 氷室 京介 Himuro Kyōsuke; ur. 7 października 1960 w Takasaki, w prefekturze Gunma)  – japoński muzyk i piosenkarz. Był głównym wokalistą zespołu rockowego Boøwy od 1981/1982 do 1988. Po rozpadzie grupy rozpoczął z powodzeniem karierę solową, która trwała do 2016, stając się jednym z artystów z największą liczbą sprzedanych wydawnictw muzycznych w Japonii. W 2003 serwis HMV umieścił Himuro na 76. pozycji na liście 100 najwybitniejszych japońskich artystów wszech czasów.  Obecnie mieszka w Los Angeles w USA ー w rezydencji w Beverly Hills, którą nabył za 6,4 mln dolarów od znanego amerykańskiego koszykarza ligi NBA, Shaquille O'Neala.

## Dyskografia solowa

### Albumy studyjne[8]
- 1998: Flowers for Algernon
- 1989: Neo Fascio
- 1991: Higher Self
- 1993: Memories of Blue
- 1994: Shake the Fake
- 1996: Missing Piece
- 1997: I·De·A
- 2000: Mellow
- 2000: Beat Haze Odyssey
- 2003: Follow the Wind
- 2006: In the Mood
- 2010: Borderless